# Libenka hranatá
Libenka hranatá (Sicyos angulatus) je popínavá tykvovitá rostlina, jeden z četných druhů rodu libenka. Pochází ze Severní Ameriky a byla do Evropy dovezena jako okrasná rostlina a do východní Asie zavlečena s kontaminovanými semeny kukuřice a sóje. Do botanických zahrad českých zemí se tato cizokrajná rostlina dostala v 19. století, tam zplaněla a v roce 1880 již byla zachycena mimo.
V české krajině, kde patří k nepůvodním a invazním druhům, bývá v současnosti pěstována pro rychlý růst a popínavost, vysazuje se jako liána k plotům, málo vzhledným stavbám a nehezkým místům, která rychle pokryje. Následně se semeny spontánně šíří do volné přírody.

## Ekologie
Roste na vlhkých půdách, velmi často na zavlažovaných, které jsou humózní a obsahují hodně dusíku. Vyskytuje se na březích řek, po okrajích lužních lesů, ve vlhkých houštinách i na rumištích a skládkách. Není příliš závislá na půdní reakci ani na struktuře půdy a v hustých porostech obvykle rychle převládne. Dostává se i na vlhká pole s kukuřicí nebo pícninami, po jejichž lodyhách se úspěšně pne a původní rostliny intenzivně potlačuje.

## Popis
Jednoletá, jednodomá, popínavá rostlina s lepkavě chlupatou lodyhou dorůstající do délky 2 až 5 m. která se přidržuje dvouramennými, niťovitými úponky. Střídavé listy na řapících 5 až 10 cm dlouhých mají mělce zoubkované, pětilaločné čepele srdčitě vejčitého tvaru s dlanitou žilnatinou a bývají v průměru velké 20 až 25 cm. Koření mělce rozvětveným kořenem.
Jednopohlavné, pětičetné květy jsou uspořádány do květenství a vyrůstají z úžlabí listů. Na jedné rostlině rostou květy samčí v mnohokvětých hlávkách s dlouhými stopkami, a samičí ve tři až desetikvětých hlávkách s krátkými stopkami. Jejich zubaté kalichy jsou zelenavé a kolovité koruny bílé až nažloutlé s nazelenalými žilkami. Květ samčí obsahuje pět tyčinek se srostlými nitkami a spojenými prašníky, květ samičí obsahuje jednopouzdrý semeník s jedním vajíčkem a trojlaločnou bliznu. Kvete v červenci až září. Ploidie druhu je 2n = 24.
Plodenství jsou tvořena až šesti zploštělými, nepukavými, téměř suchými, jednopouzdrými bobulemi velkými asi 1 až 2 cm, které jsou na povrchu kožovité, štětinaté nebo jinak krátce chlupaté. Bobule obsahuje jedno hnědé, kulovité, zploštělé semeno 0,5 až 1 cm velké.

## Rozšiřování
Rostlina se rozšiřuje bobulemi, které se štětinkami zachycují za peří ptáků nebo srst zvířat a jsou přemísťovaná na jiná stanoviště. Velmi dobře také plavou a bývají odnášeny přívalovými dešti, jsou schopné se pomoci vodotečí úspěšně šířit na velké vzdálenosti.
Semena mají různě dlouhou dobu dormance, hodně záleží také na velikosti semene (střední a menší klíčí dříve). Větší semena však dávají vyšší a lépe rostoucí semenáče. Nejlépe klíčí při teplotě půdy 20 až 30 °C, pod 10 a nad 35 °C neklíčí. Dospělé rostliny vykazují silnou alelopatickou aktivitu.

## Význam
Libenka hranatá se pěstuje se zahradách a v blízkosti domů za účelem zakrytí nevzhledných, vlhkých zákoutí nebo na popnutí zahradních besídek, ohrad či plotů. Velmi rychle však zplaňuje a šíří se mimo vyhrazený prostor. V české přírodě představuje potenciální hrozbu pro zemědělskou půdu, kde může způsobit značné ekonomické škody.
Je považována za karanténní škodlivý organismus a je uvedena v příloze č. 8 vyhlášky č. 215/2008 Sb., "o opatřeních proti zavlékání a rozšiřování škodlivých organismů rostlin a rostlinných produktů". Na jejím základě je výskyt libenky hranaté monitorován Státní rostlinolékařskou správou, která v případě potřeby přijímá opatření na její potlačení.

## Galerie

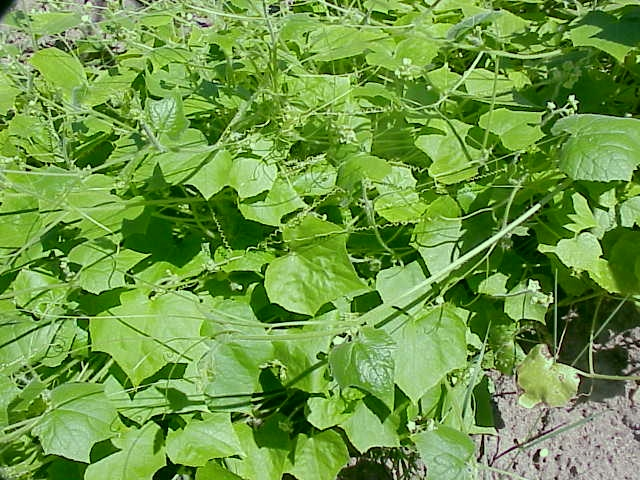
Porost libenky hranaté
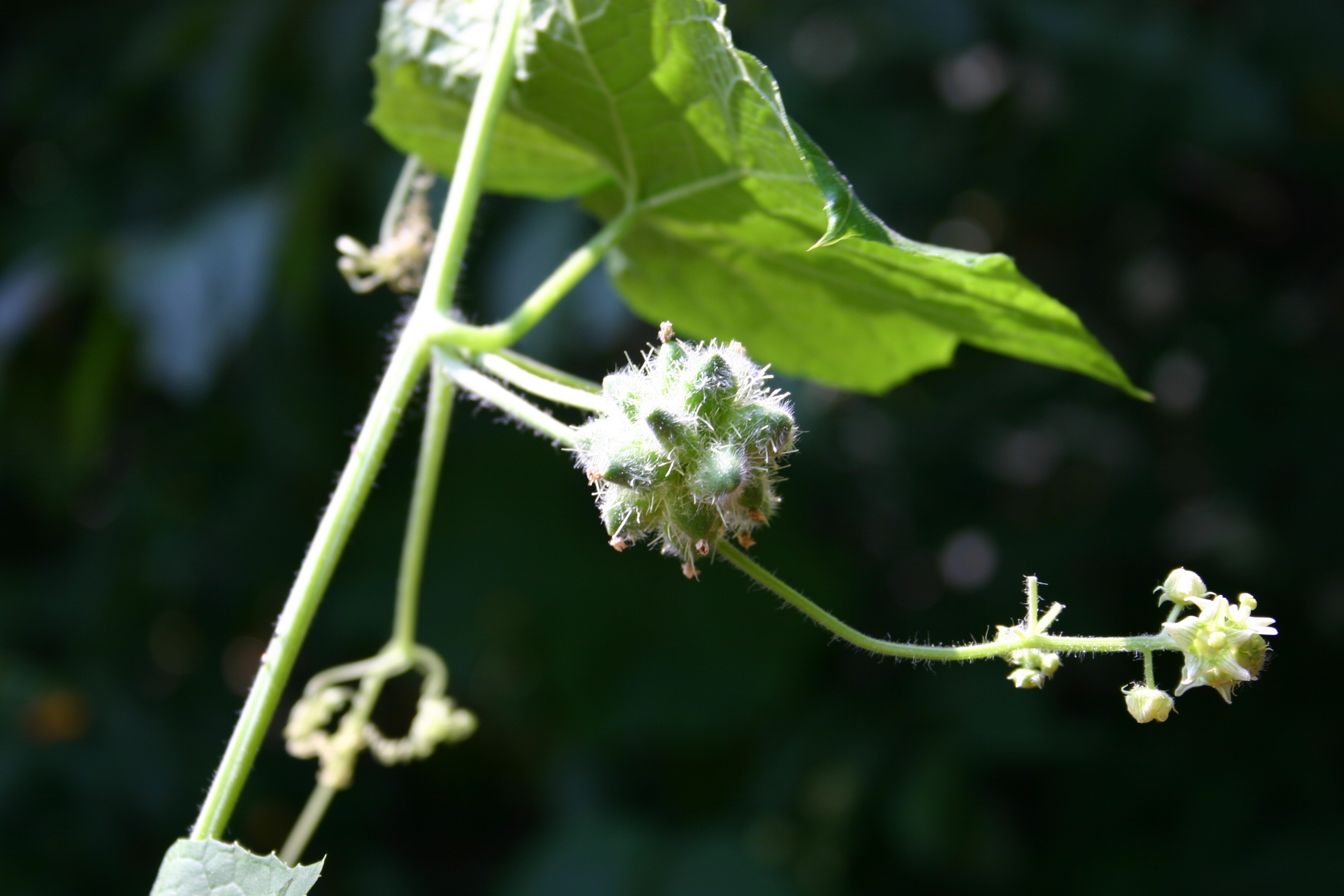
Samičí (kratší) a samčí květenství
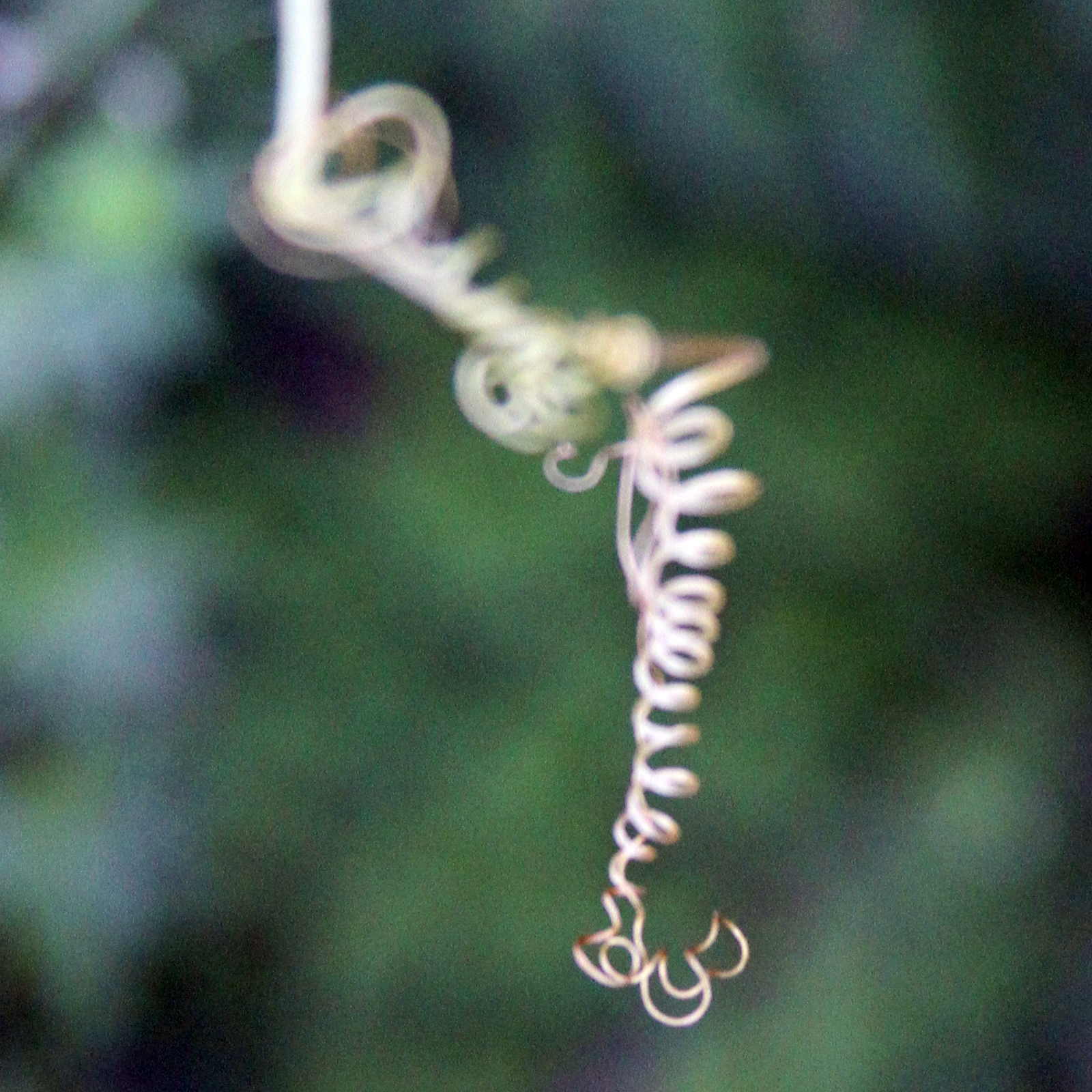
Úponek
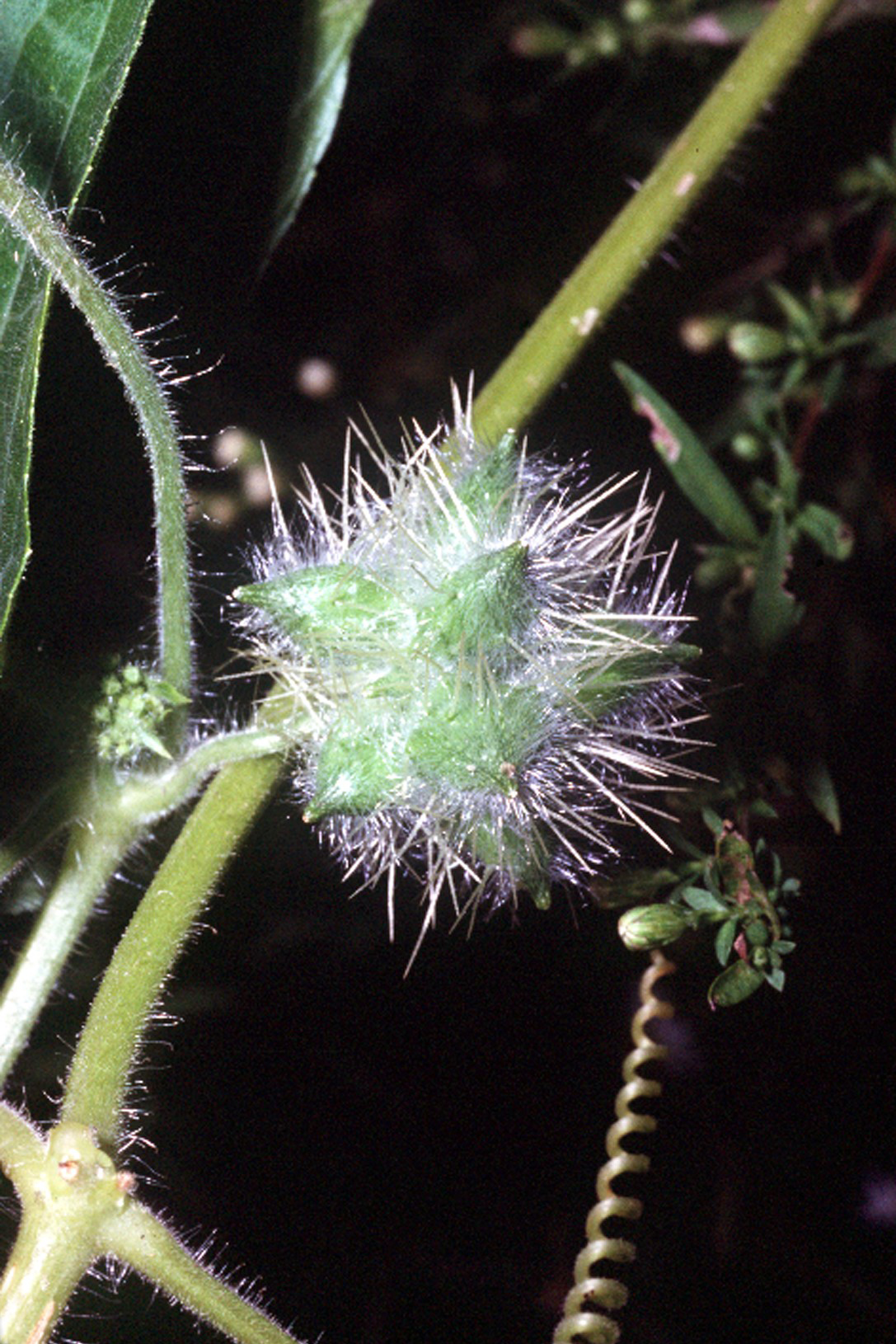
Plodenství